# Psectrosciara nitida
Psectrosciara nitida är en tvåvingeart som beskrevs av Cook 1971. Psectrosciara nitida ingår i släktet Psectrosciara och familjen dyngmyggor. Inga underarter finns listade i Catalogue of Life.